# Иоахим, принц Датский
Иоахим, полное имя — Иоахим Хольгер Вальдемар Кристиан (дат. Joachim Holger Waldemar Christian; род. 7 июня 1969, Копенгаген, Копенгаген) — принц Датский, граф Монпеза, второй сын королевы Маргрете II и принца-консорта Хенрика. Младший брат короля Фредерика X.
Крещён 15 июля 1969 года в Кафедральном соборе города Орхус. Конфирмован 10 июня 1982 года во дворцовой церкви Фреденсборг.
Иоахим Датский занимает пятую позицию в линии наследования Датского престола и принимает на себя государственные обязанности коронованной особы в отсутствие в стране короля Фредерика X, кронпринца Кристиана и королевы Маргрете II.

## Семья
18 ноября 1995 года принц Иоахим женился на Александре Кристине Мэнли. В браке родилось двое детей — Николай (род. 28 августа 1999 года) и Феликс (род. 22 июля 2002 года).
16 сентября 2004 года королевский двор заявил о желании принца и его супруги расторгнуть брак. Развод состоялся 8 апреля 2005 года.
Принц Иоахим разделяет родительские права на детей совместно с их матерью Александрой, графиней Фредериксборгской. После нового замужества первоначальный титул принцесса Александра был изменен на графиня Фредериксборгская.
24 мая 2008 года принц Иоахим вступил в новый брак с Мари Кавалье (Marie Agathe Odile Cavallier), получившей титул принцессы Датской, графини Монпеза.
4 мая 2009 года у супругов родился сын. 26 июля 2009 года при крещении принц получил имя Хенрик Карл Иоахим Алан (англ. Henrik Carl Joachim Alain). Среди крёстных были кронпринцесса Мэри Датская и Шарль Кавалье (единокровный брат Мари).
24 августа 2011 года было объявлено о том, что в конце января 2012 года супруги ожидают второго ребёнка.
24 января 2012 года у принцессы Марии и принца Йоакима родилась дочь Афина Маргарита Франсуаза Мари.

## Образование
- 1974—1976 годы — частное образование во дворце Амалиенборг.
- 1974—1982 годы — общеобразовательная школа (Krebs' Skole) (Копенгаген).
- 1982—1983 годы — Ècol des Roches, школа-интернат в Нормандии (Франция).
- В 1986 году окончил гимназию Эрегорд[англ.] (Копенгаген).
- 1986—1987 годы — работает на частной ферме (Wagga) (Австралия).
- 1991—1993 годы — аграрно-экономическое образование (Den Classenske Agerbrugskole Næsgaard) — o. Фальстер (Дания).

## Военная служба
- В 1987 году — поступил на военную службу в качестве рекрута в собственный Её Величества Полк.
- С 1988 года — сержант.
- С 1989 года — лейтенант запаса.
- С 1989 по 1990 год — командир танкового взвода.
- С 1990 года — первый лейтенант запаса.
- С 1992 года — капитан запаса.
- С 2005 года — майор запаса.
- С 2011 года — подполковник запаса.
- С 2015 года — полковник запаса.
- С 2020 года — бригадный генерал.

## Занятость
Для получения как можно более широкого знания руководства процессом производства в период 1993—1995 годов работал в корпорации Маерск (F.P. Møller Maersk Gruppen).
Являясь владельцем имения Шакенборг (дат. Schackenborg Gods) с 1978 года, занимается земледелием.

## Награды
- Дания: Кавалер ордена Слона
- Дания: Великий командор ордена Данеброг
- Дания 14 января 1997: Памятная медаль Серебряного юбилея королевы Маргрете II
- Дания 11 июня 2009: Памятная медаль «75 лет со дня рождения принца Хенрика»
- Дания 16 апреля 2010: Памятная медаль «70 лет со дня рождения королевы Маргрете II»
- Дания 14 января 2012: Памятная медаль Рубинового юбилея королевы Маргрете II
- Дания 16 апреля 2015: Памятная медаль «75 лет со дня рождения королевы Маргрете II»
- Норвегия: Кавалер Большого креста ордена Святого Олафа
- Германия: Кавалер Большого креста ордена «За заслуги перед ФРГ»
- Бельгия: Кавалер Большого креста ордена Короны
- Иордания: Кавалер Большой ленты ордена Возрождения
- Япония: Кавалер Большой ленты ордена Хризантемы
- Финляндия: Командор Большого креста ордена Белой розы
- Люксембург: Кавалер Большого креста Гражданского и военного ордена заслуг Адольфа Нассауского
- Румыния: Кавалер Большого креста ордена Звезды Румынии
- Болгария: Орден «Стара Планина» 1 степени
- Швеция: Командор Большого креста ордена Полярной звезды
- Бразилия: Кавалер Большого креста ордена Южного креста
- Непал: Орден Тришакти Патта 1 класса
- Греция: Кавалер Большого креста ордена Феникса
- Нидерланды 17 марта 2015: Кавалер Большого креста ордена Короны
- Мексика 13 апреля 2016: Кавалер Большого креста ордена Ацтекского орла
- Исландия 24 января 2017: Кавалер Большого креста ордена Сокола

## Языки
Родной язык — датский. Кроме того, владеет французским, английским и немецким языками.

## Пресса о принце Иоакиме
Белорусский литератор и общественный деятель Алесь Аркуш выступил в 2007 году с предложением монархического проекта государственного устройства Белоруссии, указав на принца Иоакима как идеальную кандидатуру для белорусского престола. Основным аргументом было то, что в жилах нынешней датской королевской династии течёт кровь королевы Софии Датской (XII век), до замужества — минской княжны.